# Berlin Brandenburger Tor
Berlin Brandenburger Tor (od 1936 do 2009 Unter den Linden) – przystanek kolejowy S-Bahn w Berlinie w dzielnicy Mitte, w okręgu administracyjnym Mitte. Znajduje się pod ulicą Unter den Linden, obok Bramy Brandenburskiej.
Stacja została otwarta w 1936 roku jako część tunelu północ-południe dla szybkiej kolei miejskiej S-Bahn. Nosiła wówczas nazwę Unter den Linden. Działała do 21 kwietnia 1945 roku, potem została otwarta ponownie w 1946. 
Po budowie Muru Berlińskiego stała się stacją-widmo, gdyż znalazła się na terenie Berlina Wschodniego, a sąsiednie przystanki były już w Berlinie Zachodnim.
Ponownie otwarto ją dla S-Bahn w 1990 roku.